# Chiese (Fluss)
Der Chiese ist ein Fluss in Norditalien.

## Verlauf
Er entspringt am Rauchkofel (Monte Fumo, Adamellogruppe, Trentino), fließt durch das Val di Fumo, mündet in den künstlichen Bergsee Lago di Malga Bissina, verlässt diesen ins Val di Daone, mündet sodann in den ebenfalls künstlichen Bergsee Lago di Malga Boazzo, fließt ab Pieve di Bono durch das Val Giudicarie Inferiore und mündet bei Ponte Caffaro in den Idrosee. Danach verläuft er durch das Val Sabbia, bis er ca. 30 km östlich von Brescia die Po-Ebene erreicht. Er mündet endlich nach 160 km beim Ort Acquanegra sul Chiese in den Oglio, einen Nebenfluss des Po.

## Beschreibung
Sein Einzugsgebiet ist sehr wasserreich, und der Chiese und viele Nebenflüsse werden zur Stromerzeugung genutzt. Der Fluss führt im Mittel 36 m³/s Wasser.
In der Antike hieß der Fluss Clusius, Clesus oder Cleusis (Tabula Peutingeriana).

## Bilder

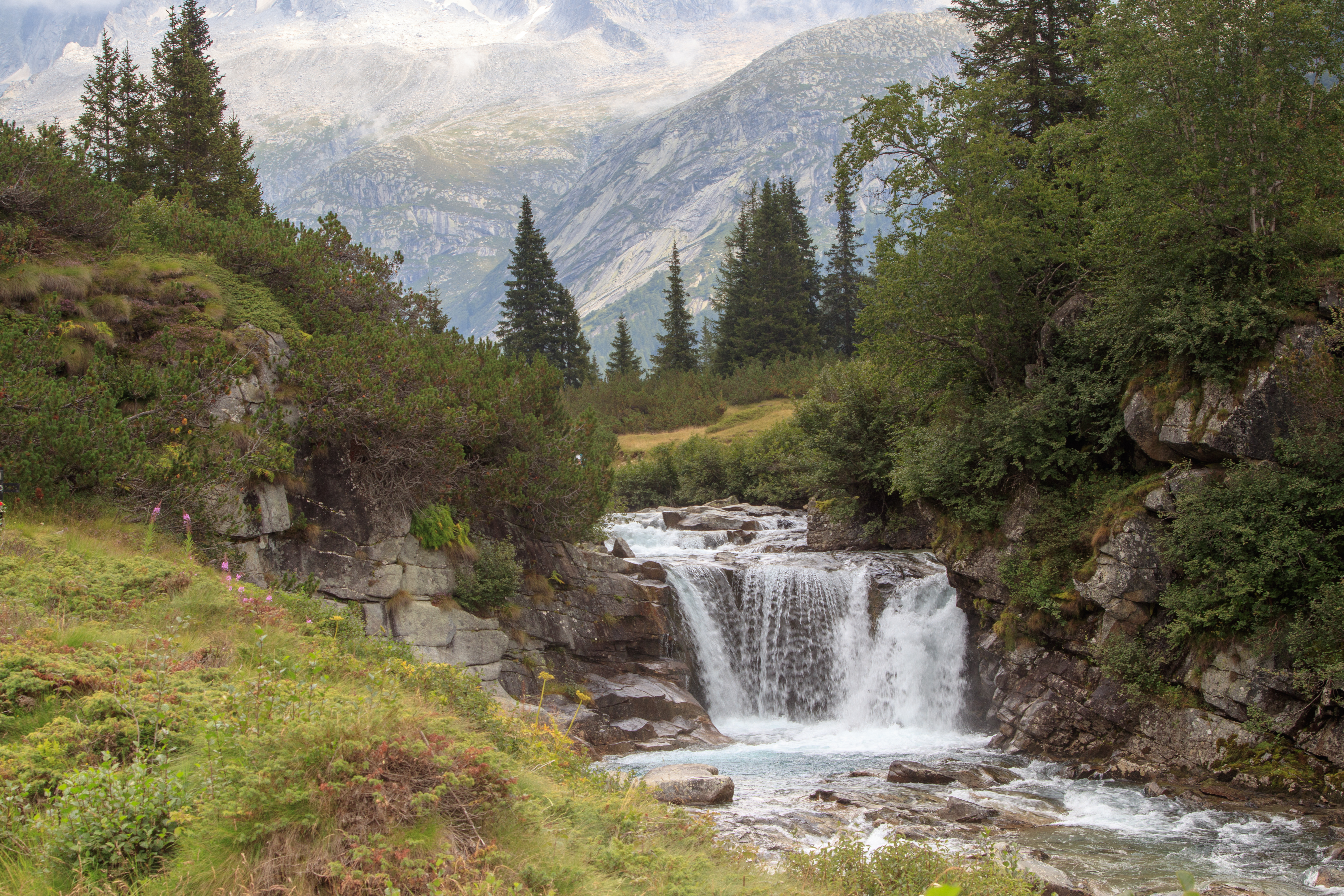
Wasserfall des Chiese im Val di Fumo
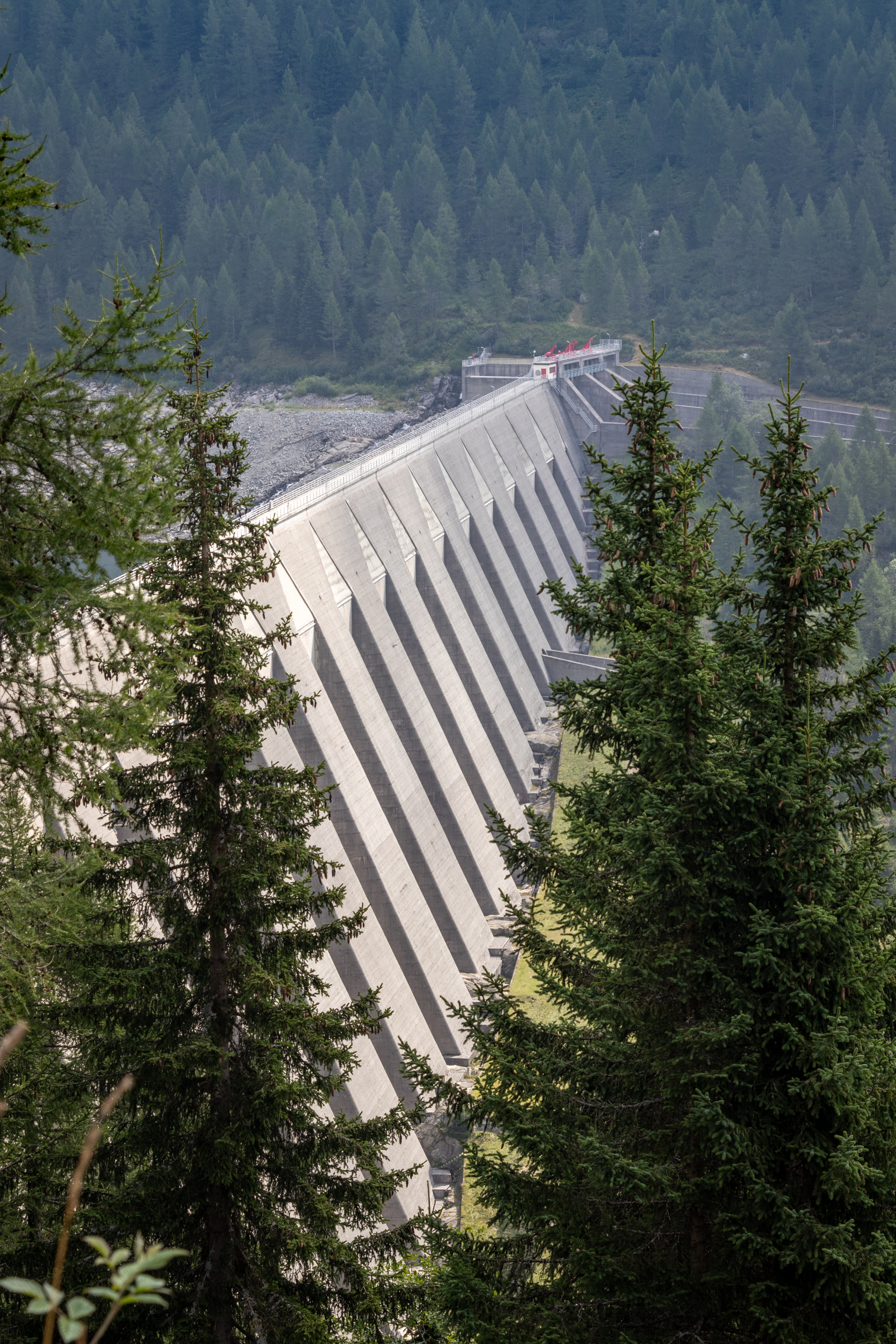
Staumauer des Lago di Malga Bissina
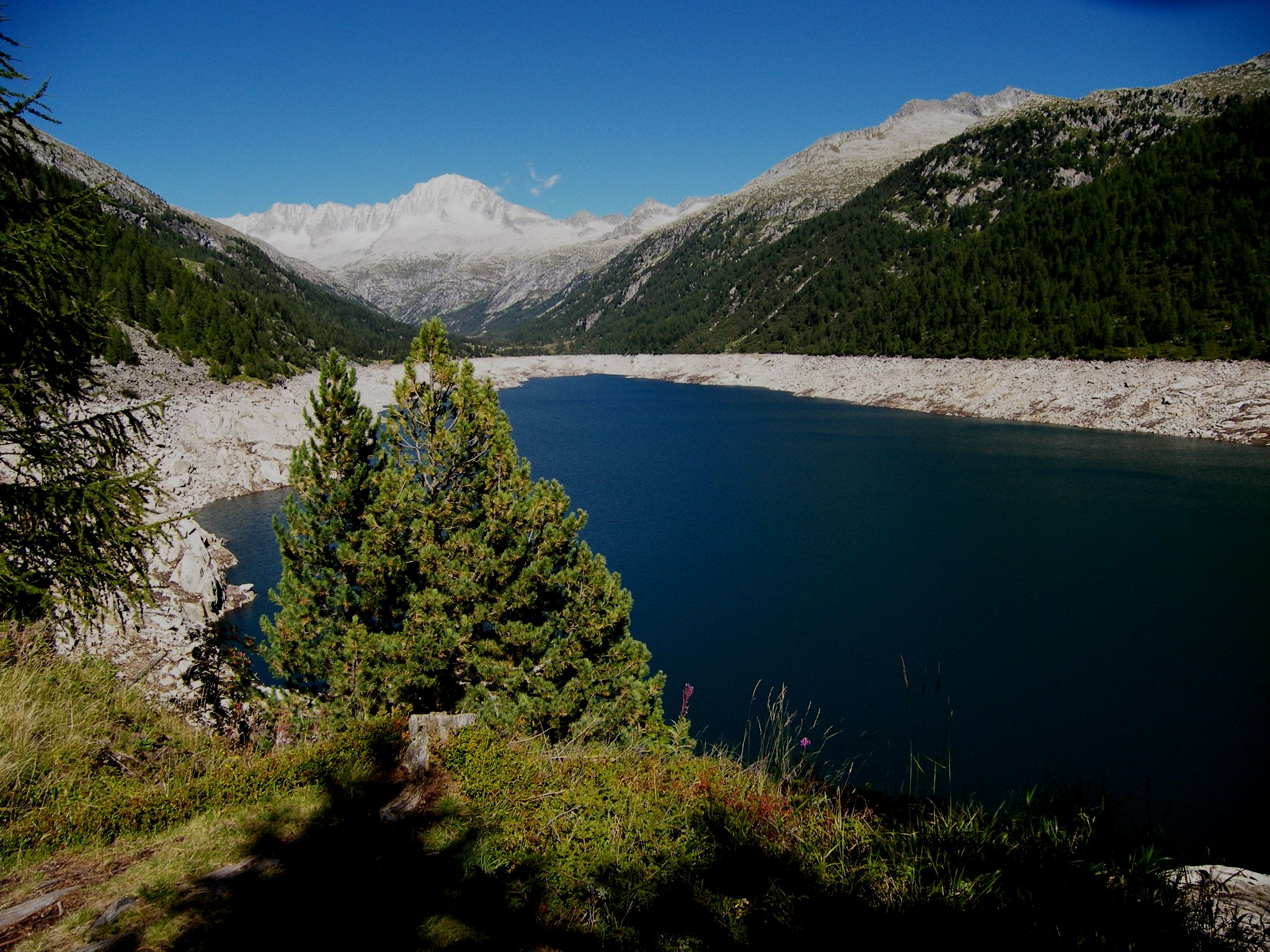
Lago di Malga Bissina mit Blick auf die Adamello-Gruppe
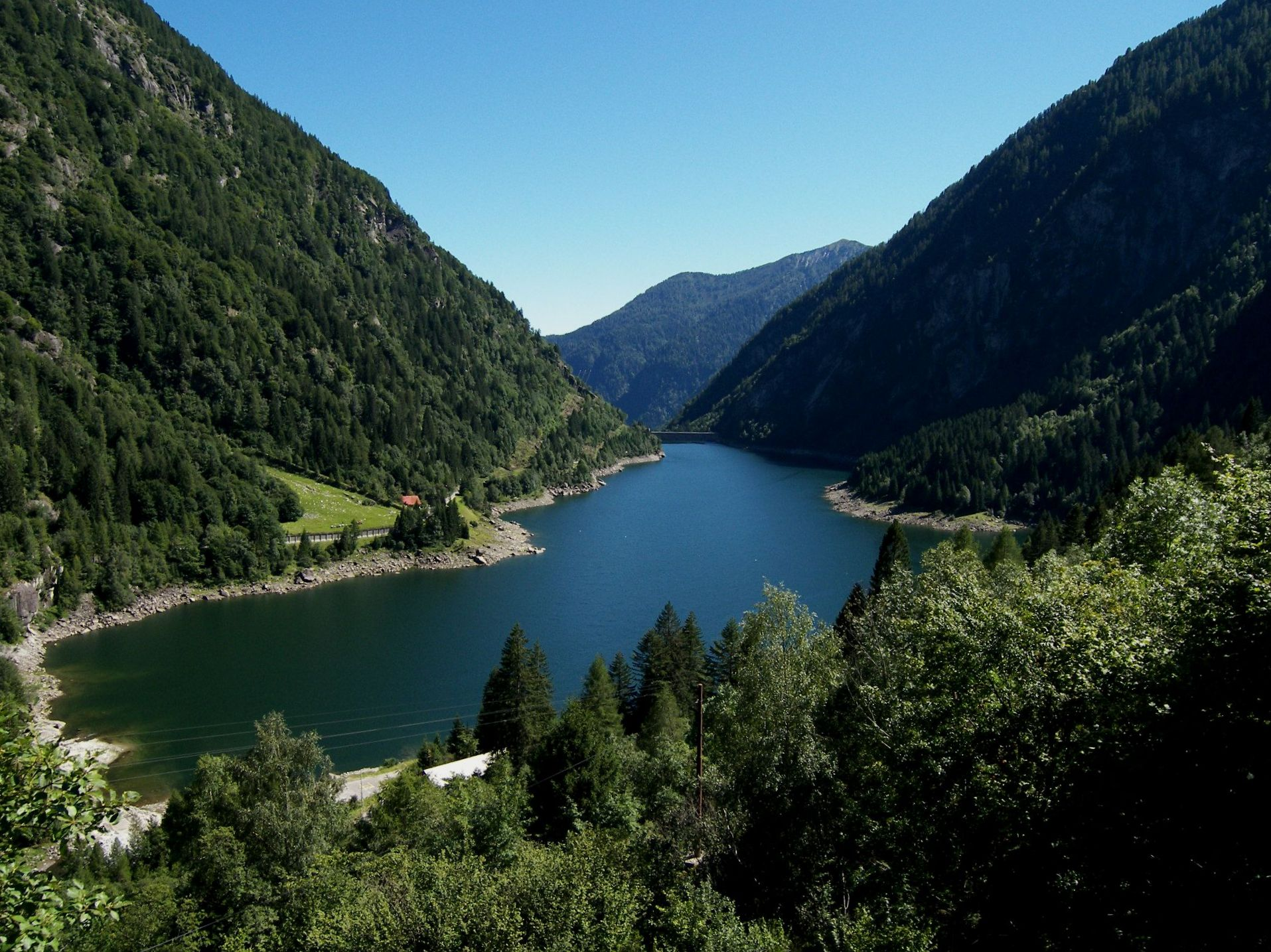
Lago di Malga Boazzo